# Немирівський район (Львівська область)
Немирівський район — адміністративно-територіальна одиниця з центром у смт. Немирів Львівської області УРСР, що існувала з січня 1940 року по червень 1941 року та з липня 1944 року по травень 1957 року.

## Історія
10 січня 1940 року Політбюро ЦК КП(б)У обговорило питання про утворення районів у Львівській області. Зокрема, було ухвалено створити Немирівський район із центром у смт. Немирів. Однак уже 27 червня 1941 року радянські війська залишили з боями Немирів Львівської області, тож район припинив своє існування.
Немирівський район було відновлено після того, як 22 липня 1944 року РСЧА зайняла селище Немирів, однак у травні 1957 року район було ліквідовано, а його територія увійшла до складу Рава-Руського району Львівської області.

## Немирівський райком КП(б)У
Одразу після приєднання території Галичини почалося створення радянських та комуністичних органів, зокрема у січні 1940 року було створено Немирівський райком КП(б)У. Однак у червні 1941 року у зв'язку з німецькою окупацією райком припинив своє функціонування. Відновлено його у жовтні 1944 року. У жовтні 1952 року перейменовано на Немирівський райком КПУ. Ліквідований у травні 1957 року у зв'язку з входженням території району до складу Рава-Руського району.
Райком складався з таких структурних підрозділів:
- Бюро (загальний відділ);
- Організаційно-інструкторський відділ (з 1949 р. — відділ партійних, профспілкових та комсомольських організацій);
- Сектор партійної статистики;
- Відділ пропаганди й агітації;
- Сільськогосподарський відділ;
- Військовий відділ;
- Відділ по роботі серед жінок;
- Відділ кадрів.

## Обмін територією та населенням
У січні 1940 року частина території Немирівського району потрапила у 800-метрову смугу вздовж західної та південно-західної дільниць державного кордону СРСР. У зв'язку з цим виселенню підлягали село Кути та окремі господарства села Вербляни — їх жителів переселили у Ізмаїльську область. У повоєнні роки частина Немирівського району потрапила у зону обміну територіями та населенням між УРСР та ПНР. Зокрема, у 1947 році на територію Немирівського району були переселені мешканці сіл, які потрапляли у смугу відселення. Територія, що тоді відійшла від Польщі до СРСР у Немирівському та Рава-Руському районах, складалася з невеликих за площею земельних ділянок та залізничної колії загальною довжиною 1,6 кілометри, а також лісовий масив загальною площею 783,5 гектари.
До Польщі відійшла також одна сільрада Немирівського району (2410 осіб).

## Створення Яворівського полігону
13 лютого 1940 р. РНК УРСР ухвалила постанову про виселення сіл, відведених під Львівський артполігон. Виселялися села Басюки, Тишики, Полине, Рикі, Тістечки, Гери, Курники, хутори Мельники, Щипки, Юнинн, Худецький, Хуки, Кравці, Клепарів, Порцієв, Вербляни Немирівського району.

## Релігійна діяльність
Попри атеїстичні заборони, які насаджувалися з приходом радянської влади, жителі району, як греко-католики, так і протестанти, не відмовлялися від релігійної практики. Зокрема, станом на 1957 рік, у селі Руда діяла громада вірних євангельських християн-баптистів, яка налічувала 32 людей.